# 타인은 지옥이다 (영화)
"타인은 지옥이다"는 2019년에 개봉한 대한민국의 영화이다.

## 캐스팅
- 김동우 : 진영 역
- 양희우 : 현석 역
- 최보윤 : 지숙 역
- 정여진 : 규남 역
- 최수락 : 수락 역
- 박도하 : 성호 역
- 도영웅 : 종신 역
- 유현 : 선희작가 역
- 김성준 : 대표 역
- 황정아 : 장 피디 역
- 박성진 : 이 팀장 역
- 김홍남 : 조연출 역
- 김유레 : 산책녀 역
- 장영근 : 산책노인 역
- 정래영 : 대리기사 1 역
- 김현진 : 대리기사 2 역
- 송태영 : 웨이터 역